# Politiske partier i Canada
Dette er en liste over politiske partier i Canada, som har repræsentation i det canadiske underhus.
Canada har et flerpartisystem, og underhuset vælges ved et flertalsvalg i enkeltmandskredse.
| Navn på engelsk og fransk                                 | Navn på dansk              | Partiformand           | Partiformand | Politiske position              | Ideologi                                                   | Underhuset |
| --------------------------------------------------------- | -------------------------- | ---------------------- | ------------ | ------------------------------- | ---------------------------------------------------------- | ---------- |
| Liberal Party of Canada Parti libéral du Canada           | Canadas Liberale Parti     | Mark Carney            |              | Centrum                         | Liberalisme, Socialliberalisme                             | 159 / 338  |
| Conservative Party of Canada Parti conservateur du Canada | Canadas Konservative Parti | Pierre Poilievre       |              | Centrum-højre                   | Konservatisme, Liberalkonservatisme, Økonomisk liberalisme | 119 / 338  |
| Bloc Québécois                                            | Québecblokken              | Yves-François Blanchet |              | Centrum-venstre                 | Quebec uafhængighed, Socialdemokratisme                    | 32 / 338   |
| New Democratic Party Nouveau Parti démocratique           | Nye Demokratiske Parti     | Jagmeet Singh          |              | Centrum-venstre til venstrefløj | Socialdemokratisme, Demokratisk socialisme                 | 25 / 338   |
| Green Party of Canada Parti vert du Canada                | Canadas Grønne Parti       | Elizabeth May          |              | Centrum-venstre til venstrefløj | Grøn ideologi                                              | 2 / 338    |
| Kilde:                                                    |                            |                        |              |                                 |                                                            |            |